# Wikipedia szwedzkojęzyczna

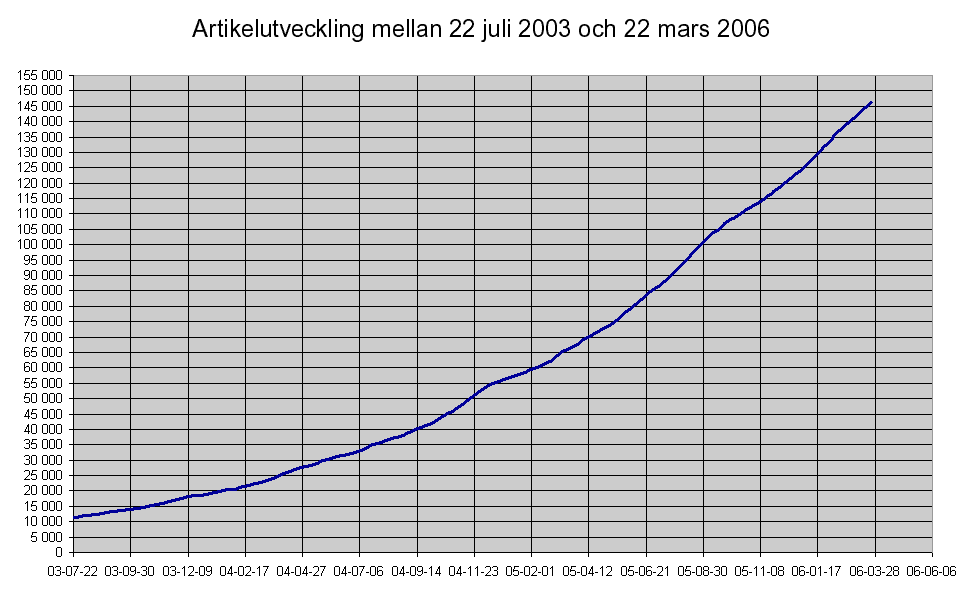
Wzrost liczby artykułów

Wikipedia szwedzkojęzyczna (szw. Svenskspråkiga Wikipedia) – szwedzkojęzyczna edycja Wikipedii. Wystartowała 3 maja 2001 z niemiecką Wikipedią, po anglojęzycznej i katalońskiej.
6 listopada 2008 roku liczba artykułów w tej Wikipedii wyniosła 296 067, co dawało jej 11. pozycję wśród wszystkich edycji. Znaczny przyrost artykułów nastąpił w latach 2013–2016 dzięki dodaniu wielu artykułów przez Lsjbota, bota stworzonego przez szwedzkiego fizyka, Larsa Sverkera Johanssona. Dzięki pomocy tego bota, który odpowiada za ponad połowę artykułów (przy czym ich przeciętny rozmiar jest dwa razy mniejszy niż w Wikipedii niemieckojęzycznej lub francuskojęzycznej), Wikipedia szwedzkojęzyczna 15 czerwca 2013 roku przekroczyła pułap miliona artykułów, a 27 kwietnia 2016 roku osiągnęła poziom trzech milionów artykułów, stając się drugą co do wielkości wersją językową. Obecnie zajmuje czwarte miejsce po anglojęzycznej, cebuańskiej i niemieckojęzycznej.
Administratorzy Wikipedii szwedzkojęzycznej wybierani są na okres roku, odmiennie niż w pozostałych wersjach.

## Historia
3 maja 2001 Wikipedię szwedzkojęzyczną założył szwedzki informatyk Linus Tolke (ur. 1966). Początkowo Wikipedia szwedzkojęzyczna rywalizowała z Susning.nu, który był wikiencyklopedią stworzoną przez Larsa Aronssona w 2001 roku, tworzoną na MediaWiki, ale z kilkoma modyfikacjami. Susning.nu był do 28 maja 2003 drugą co do wielkości wiki. W kwietniu 2004 Susning.nu został zamknięty, gdyż użytkownicy poparli Wikipedię szwedzkojęzyczną. W styczniu 2005 liczba artykułów w tej ostatniej przekroczyła liczbę artykułów w Susning.nu.

## Kwestia fair use
Wikipedia szwedzkojęzyczna początkowo pozwalała umieszczać grafiki fair use, wykorzystując amerykańskie prawo. Częściowo z powodu niepewności co do obowiązywania prawa amerykańskiego w Szwecji użycie fair use dozwolone zostało jedynie w wypadku zrzutów ekranowych programów i znaków towarowych firm.